# 石垣忍 (バーテンダー)
石垣 忍（いしがき しのぶ、1973年2月8日 - ）は、日本のバーテンダー。「BAR 石の華」（東京都渋谷区）のオーナーバーテンダー。
「世界一バーテンダー」と称される。

## 略歴
1973年2月8日、東京都に生まれる。 高校を卒業後、昼はアルバイトをしながら、日本バーテンダースクールの夜間部へ入学する。日本バーテンダースクールを卒業するとすき焼きの老舗である松木家（東京都渋谷区）に併設されているバー「BAR 松木」に勤める。
2003年に独立し、「BAR 石の華」を開く。

## 賞歴
- 1993年 NBA（日本バーテンダー協会）主催関東地区ジュニアカクテルコンペティション 3冠[1]
- 2002年 NBA主催全国バーテンダー技能競技会 総合優勝[1][2]
- 2005年 バカルディ・マルティーニ グランプリ 2005 シニア部門 グランプリ受賞[1][5]

## 監修
- CALPIS Bar TIME - 缶カクテル（カルピス）[4][6]
- セイコー・メカニカル -  腕時計（セイコー）[6]